# Feixa del Moro
La Feixa del Moro est un site préhistorique situé dans le village de Juberri (paroisse de Sant Julià de Lòria) en Andorre. Les découvertes qui y ont été réalisées en font l'un des sites néolithiques les plus importants des Pyrénées,.

## Localisation du site et fouilles
Le village de Juberri se trouve à proximité de la frontière hispano-andorrane, à 5 km au sud de Sant Julià de Lòria, en position dominante vis-à-vis de la rive gauche de la Valira. Le site de la Feixa del Moro se trouve lui tout près du village, à une altitude de 1 335 m, et était occupé par des cultures en terrasses abandonnées dans les années 1960. Feixa est d'ailleurs l'un des termes catalans pour « terrasse ».
Les excavations ont eu lieu entre 1983 et 1985 sous la conduite de Xavier Llovera et de Pere Canturri (Service de recherches archéologiques du Patrimoine artistique national d’Andorre,,) sur une surface d'environ 65 m2.

## Description des découvertes
Trois tombes en ciste datées du néolithique ont été découvertes sur le site,. Les estimations par le radiocarbone réalisées sur quatre échantillons situent ces enterrements il y a environ 5 000 ans,.

### Tombe en cisteno1
Cette première tombe était vide au moment de sa découverte en 1983, ayant été pillée de son contenu quelques années auparavant. Son architecture ayant été bien conservée, ses dimensions ont pu être déterminées : 130 cm de longueur pour une largeur et une hauteur de 80 cm. Le contenu fut finalement retrouvé par la suite et décrit : huit haches a priori votives compte tenu d'une absence de traces d'utilisation, dont cinq faites de serpentine et trois de schiste et de cornéenne.

### Tombe en cisteno2
La seconde tombe, située à 5 m au nord-est de la précédente, est de plus grande taille puisque mesurée à 170 cm de longueur, 100 cm de largeur et 80 cm de hauteur. Elle abritait le squelette d'une femme adulte (sur la base de la morphologie pelvienne) mesurant environ 1,65 m et morte à l'âge de 20 ans.
Le squelette était notamment accompagné d'un collier de 56 pièces de variscite ainsi que par des outils de pierre mais également d'os.

### Tombe en cisteno3
Enfin, la troisième tombe comprenait deux squelettes, l'un appartenant à une femme adulte mesurant environ 1,55 m et l'autre à un nouveau-né. Tout comme dans la tombe précédente, des perles de variscite ainsi que des outils ont été découverts aux côtés des ossements.

## Analyse
Des analyses anthracologiques ont permis de reconstituer le paléoenvironnement du site à l'époque néolithique. La Feixa del Moro se trouvait au sein d'une forêt au niveau d'une zone de transition entre l'étage subalpin constitué de pins noirs et l'étage montagnard constitué de pins sylvestres.
La variscite retrouvée sur le site provenait des mines de Can Tintorer (Gavà - Province de Barcelone) situées 135 km plus au sud, témoignant d'échanges commerciaux longue-distance,. D'autres objets retrouvés semblent provenir de Provence et des Alpes.
Ces rites funéraires témoignent d'une croyance en la vie après la mort. Ce mode d'enterrement en ciste est à rapprocher d'autres sites néolithiques tels que ceux de Solsonès et de Berguedà. Cependant la grande variété d'objets accompagnant les squelettes est plutôt retrouvée sur les sites du sud de la France et de la côte méditerranéenne.